# 1994 год в компьютерных играх

## Пресса
- Ноябрь — журнал Game Zero стал первым в Интернете журналом, посвящённым компьютерным и видеоиграм;

## Даты выхода игр
- 1 января — TIE Fighter от LucasArts для PC, одна из лучших игр жанра космических симуляторов;
- 1 января — Mickey Mania: The Timeless Adventures of Mickey Mouse от Traveller's Tales на SNES, 30 января на Mega Drive/Genesis;
- 12 января — Cyberia от Xatrix Entertainment, Inc издана Interplay для PC;
- 15 января — Warcraft от Blizzard для PC, одна из влиятельных игр жанра RTS;
- 2 февраля — Sonic the Hedgehog 3 от Sonic Team издаётся Sega на Mega Drive/Genesis;
- 17 марта — Streets of Rage 3 от Sega издаётся на Mega Drive/Genesis;
- 19 марта — Super Metroid от Nintendo R&D1 для SNES, распространявшийся на самом большом для того времени 24-мегабитном картридже, названная американским журналом Electronic Gaming Monthly «лучшей игрой всех времён» в 2002 году;
- 26 марта — System Shock от Looking Glass Studios издана Origin Systems для PC;
- 5 апреля — The Elder Scrolls: Arena разработана и издана Bethesda Softworks для PC;
- 6 мая — Jazz Jackrabbit от 1AM Productions издаётся Epic Games для PC;
- 15 мая — Donkey Kong Country от Rare издаётся Nintendo для SNES;
- 27 августа — выход EarthBound от HAL Laboratory и Ape Inc., изданной Nintendo для SNES;
- 1 июля — Star Wars: Rebel Assault издаётся LucasArts для Sega CD, 25 ноября для 3DO, игра инновационного жанра — интерактивное кино;
- 10 октября — Doom II: Hell on Earth от id Software, игра издаётся GT Interactive на Macintosh и PC;
- 2 ноября — Final Fantasy VI (известную как Final Fantasy III в Северной Америке) от Squaresoft для SNES;
- 1 декабря — Wario's Woods, последняя игра от Nintendo для NES в Северной Америке, 10 декабря вышла на SNES;
- 1 декабря — Panzer General разработанная и изданная Strategic Simulations, Inc. (SSI), игра выиграла Origins Award for Best Military or Strategy Computer Game of 1995;
- 4 декабря — Wing Commander III: Heart of the Tiger от Origin Systems для Macintosh, на PC — 12 декабря;
- 27 декабря — Heretic от Raven Software под издательством id software;
- 30 декабря — Daytona USA от Sega для аркадных автоматов;
- 31 декабря — Aces Of The Deep от Dynamix издана Sierra;
- 31 декабря — Dragon Lore от Cryo Interactive, издана Mindscape для PC;
- 31 декабря — Jagged Alliance от Madlab Software изданная Sir-Tech Software для PC;
- 31 декабря — Legend of Kyrandia, Book 3: Malcolm’s Revenge от Westwood Studios для PC;
- 31 декабря — Little Big Adventure (LBA) (Relentless: Twinsen’s Adventure) от Madlab Software изданная в Европе Electronic Arts, а в Северной Америке и Океании Activision для PC;
- 31 декабря — Sensible World of Soccer[англ.] от Sensible Software изданный Renegade для Amiga, игра названа лучшей игрой для Amiga всех времён британским журналом Amiga Power;
- 31 декабря — Lords of the Realm разработана и издана Impressions Games для PC.
- Maxis выпустила SimCity 2000, сиквел SimCity.

## Системы
- CSD-GLM Mega Drive от Aiwa (только в Японии);
- Playdia от Bandai;
- PC-FX от NEC;
- Начал работу северомериканский кабельный телеканал Sega Channel;
- Neo Geo CD от SNK;
- 3 декабря — PlayStation от Sony (в Японии);
- Super Game Boy от Nintendo.
- Nintendo назвала этот год «1994: Год картриджа»;

### Sega
- Sega 32X для Sega Genesis в Северной Америке и Sega Mega Drive в Японии;
- Карманная Sega Nomad в Северной Америке;
- Sega Saturn в Японии;

## Бизнес
- Apogee основала отделение 3D Realms Entertainment;
- Silicon & Synapse переименована в Blizzard Entertainment;
- Commodore International уходит из бизнеса;
- SSI продана Mindscape;
- Судебный процесс Alpex Computer Corp. против Nintendo: Alpex обвинила Nintendo в нарушении патента. Nintendo проиграла;
- Судебный процесс Nintendo of America, Inc. против Dragon Pacific Intern.
- 24 июня — Эрнест Адамс основал Computer Game Developers Association;
- Апрель — основана Interactive Digital Software Association (IDSA).

## Умерли
- 10 ноября — Уильям Хигинботам, создатель первой многопользовательской игры Tennis for Two (1958), умер в возрасте 84 лет.